# Спиридонов, Сергей Сергеевич
Сергей Сергеевич Спиридонов (1880—1932) — русский инженер-механик флота, участник Русско-японской войны, Георгиевский кавалер, инженер-механик капитан 1 ранга Корпуса инженер-механиков флота.

## Биография
Родился 21 сентября 1880 года[по какому календарю?].
В 1903 году, после окончания Морского инженерного училища Императора Николая I в Кронштадте, произведён в младшие инженер-механики и назначен на бронепалубный крейсер «Варяг».
В самом начале Русско-японской войны 1904—1905 годов крейсер «Варяг» и канонерская лодка «Кореец» находились в нейтральном корейском порту Чемульпо. 27 января (9 февраля) 1904 года они приняли неравный бой с кораблями противника. Бой длился 50 минут. За это время «Варяг» выпустил по противнику 1105 снарядов, но и сам получил 5 подводных пробоин, З1 моряк был убит, около 200 человек было ранено. Не имея возможности продолжать бой, корабль вернулся в Чемульпо. Весь экипаж крейсера проявил храбрость и самоотверженность во время боя.
Высочайшим приказом от 23 февраля 1904 года младший инженер-механик С. С. Спиридонов был награждён Орденом Святого Георгия IV степени.
До 1917 года служил инженер-механиком на кораблях 1-го Балтийского флотского экипажа.
6 апреля 1914 года был произведён в инженер-механики капитаны 2 ранга.
В годы Первой мировой войны служил старшим судовым механиком на линейном корабле «Цесаревич», затем был переведён на равнозначную должность на броненосец «Император Павел I», который 19 апреля 1917 года был переименован в «Республику».
После революции С. С. Спиридонов продолжал службу механиком на линкоре «Республика», в феврале — мае 1918 года участвовал в знаменитом ледовом походе Балтийского флота.
Умер в 1932 году.

## Награды
- Орден Святого Георгия 4-й степени (Высочайший Приказ от 23.02.1904);
- Медаль «За бой „Варяга“ и „Корейца“» (1904);
- Медаль «В память русско-японской войны» (1906);
- Орден Святого Станислава 2-й степени (6.12.1912);
- Медаль «В память 100-летия Отечественной войны 1812» (1912);
- Медаль «В память 300-летия царствования дома Романовых» (1913);
- Крест «За Порт-Артур» (1914);
- Кавалерский крест ордена Данеброг (Дания, 1907);
- Офицерский крест ордена Чёрной звезды (Франция, 1909).

## Семья
- Сын — Владимир Сергеевич Спиридонов, работал механиком на судах советского транспортного и научно-исследовательского флота.